# Gunther von Hagens
Gunther von Hagens (eredetileg Gunther Liebchen, Skalmierzyce, 1945. január 10. –) német anatómus, a plasztinációnak nevezett eljárás feltalálója.
1973-ban szerzett orvosi diplomát Lübeckben, majd 1975-ben fejezte be szakorvosi képzését, és lett a Heidelbergi Egyetem Pathológia és Anatómia Intézetének rezidense. 1977-ben fejlesztette ki áttörő tartósítási technikáját, mely szerint a szövetek folyadék- és zsírtartalmának eltávolítása után műanyaggal tette a preparátumokat időtállóvá.
Az 1996-ban tartotta első kiállítását különlegesen előkészített preparátumaiból Japánban, mely egyrészt csodálatot, másrészt felháborodást keltett. Azóta emberek ezrei próbálják felajánlani testüket von Hagensnek, aki küzdve az állandó ellenállással, járja a világot, hogy népszerűsítse az emberi test szépségét egy igen sajátos művészeti megközelítésben.

## Külső hivatkozások
- BodyWorlds: Gunther von Hagens kiállítása